# Heteromys catopterius
Heteromys catopterius — вид гризунів з родини Гетеромісові (Heteromyidae) підряду Бобровиді (Castorimorpha).

## Етимологія
Прикметник catopterius походить від грецького katopte ˆrios (від kata — «вниз» і opter — «очевидець, розвідник».
|  | Ми використовуємо цю назву до нового виду вказуючи на його присутність на міцних і крутих Кордильєра-де-ла-Коста вздовж літоралі північної Венесуели |

## Опис виду
Зовні, Н. catopterius темніший, ніж H. anomalus і не має чітко округлих вух. Новий вид в середньому більший, ніж H. anomalus по більшості зовнішніх і черепних вимірювань. Краніально, два види мають відмінності в пропорції; череп H. catopterius є пропорційно ширший (менш витягнутий), ніж череп H. anomalus , з відносно широким міжочним звуженням, широкою міжтім'яною областю і більш роздутою черепною коробкою.

## Проживання
Країни проживання: Венесуела. Живе у вологих гірських лісах. Цей вид знаходиться в діапазоні висот від 350 до 2425 м з більшістю записів вище 700 м.